# رندی وودسن
رندی وودسن (انگلیسی: Randy Woodson) مدرس دانشگاه و مدیر ارشد اجرایی آمریکایی است، که هم‌اکنون به عنوان رئیس دانشگاه ایالتی کارولینای شمالی فعالیت می‌کند.